# Баккер, Дональд Чарльз
Дональд Чарльз Баккер (англ. Donald Charles Backer; 9 ноября 1943, Плейнфилд, США — 25 июля 2010, Беркли, США) — американский астрофизик, работавший в области радиоастрономии. Профессор Калифорнийского университета в Беркли с 1989 года. В 2008—2010 годах занимал должность директора радиоастрономической лаборатории в университете. Известен как первооткрыватель так называемых миллисекундных пульсаров.

## Биография
Родился 9 ноября 1943 года в Плейнфилде, штат Нью-Джерси, США. В 1966 году окончил Корнеллский университет с дипломом бакалавра в области инженерной физики. После этого перебрался в Манчестерский университет, где получил диплом магистра по радиоастрономии. В 1968 году вернулся в Корнелл, где в обсерватории Аресибо начал работать над изучением пульсаров - недавно открытого нового типа астрономических объектов. Его руководителем был Фрэнк Дрейк. В 1971 году получил диплом доктора философии за диссертацию по теме «Флюктуации интенсивности радиоизлучения пульсаров» (англ. «Radio Intensity Fluctuations in Pulsars»).
С 1971 по 1973 годы работал на позиции постдока в Национальной радиоастрономической обсерватории. Затем два года также на позиции постдока в Центре космических полётов имени Годдарда НАСА. В 1975 году Баккер переехал в Калифорнийский университет в Беркли, в котором проработал до самой смерти. Сначала занимал должность астронома-исследователя в радиоастрономической лаборатории, а с 1989 года — профессора астрономии. Там же Баккер в течение шести лет возглавлял отделение астрономии, а с 2008 по 2010 годы был директором лаборатории.